# Uncisudis posteropelvis
Uncisudis posteropelvis is een straalvinnige vissensoort uit de familie van barracudinas (Paralepididae). De wetenschappelijke naam van de soort is voor het eerst geldig gepubliceerd in 2004 door Fukui & Ozawa.